# Château de Monterreal
Le château de Monterreal est un château situé dans la municipalité de Baiona, en Galice au nord-ouest de l'Espagne.

## Histoire
Il a été construit au XVIe siècle et sert aujourd'hui d'attraction touristique, où se trouvent un hôtel et un restaurant. Trois des tours sont encore préservées. Il existe des traces de l'existence d'un château à cet endroit dès la conquête romaine. Par la suite, les wisigoths et les maures y ont laissé leur empreinte également. Le nom actuel a été donné par les rois catholiques.

## Structure
Il est défendu par la porte du soleil, une rampe avec un pont-levis et trois larges tours.

## Source
- (en) Cet article est partiellement ou en totalité issu de l’article de Wikipédia en anglais intitulé « Monterreal Castle » (voir la liste des auteurs).